# Lijst van rivieren in de Westelijke Sahara
Dit is een lijst van rivieren en wadi's in de Westelijke Sahara, Marokko. De rivieren en wadi's (rivierdalen die regelmatig droogvallen) zijn geordend naar drainagebekken en de opeenvolgende zijstromen zijn ingesprongen weergegeven onder de naam van elke hoofdstroom.

## Atlantische Oceaan

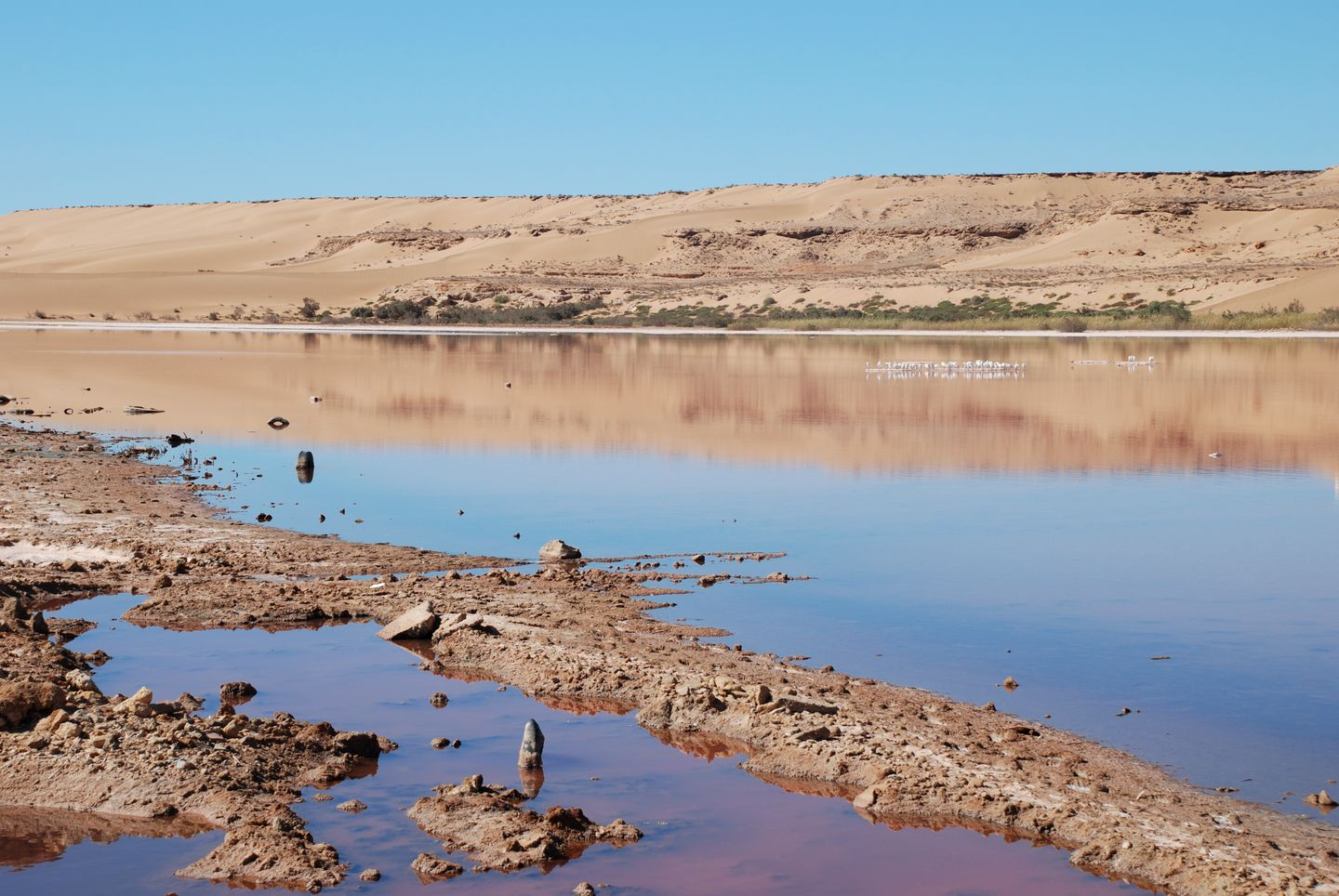
De Saquia al Hamra nabij Al-Ajoen.

- Saquia al Hamra
  - Oued el Khatt (Uad el Jat)
    - Oued Bu Craa

  - Oued Tigsert
  - Oued Lejcheibi
    - Oued Terguet
    - Oued Gaddar Talhu
    - Oued Dirt

  - Oued Quesat
- Oued Assaq (Uad Assag)
- Oued Tenuaiur
- Khatt Atui